# Högvads landskommun
Högvads landskommun var en tidigare kommun i dåvarande Älvsborgs län.

## Administrativ historik
Kommunen bildades som storkommun vid kommunreformen 1952 genom sammanläggning av de tidigare kommunerna Holsljunga, Mjöbäck och Älvsered.
Kommunen upplöstes och delades 1971, då Holsljunga församling och Mjöbäcks församling fördes till Svenljunga kommun, medan Älvsereds församling fördes till Falkenbergs kommun i Hallands län.
Kommunkoden var 1546.

### Kyrklig tillhörighet
I kyrkligt hänseende tillhörde kommunen församlingarna Holsljunga, Mjöbäck och Älvsered.

## Geografi
Högvads landskommun omfattade den 1 januari 1952 en areal av 200,92 km², varav 183,39 km² land.

### Tätorter i kommunen 1960
| Tätort   | Folkmängd |
| -------- | --------- |
| Älvsered | 471       |
| Överlida | 300       |

Tätortsgraden i kommunen var den 1 november 1960 32,6 procent.

## Politik

### Mandatfördelning i valen 1950-1966
| 10 | 12 | 6 | 7 |

| 34 |

| 9 | 3 | 9 | 6 | 8 |

| 32 |

| 9 | 12 | 5 | 9 |

| 34 |

| 11 | 11 | 5 | 8 |

| 35 |

| 9 | 12 | 5 | 9 |

| 35 |